# Пахучка
Пахучка (Clinopodium) — рід рослин з родини глухокропивових. Рід містить 165 видів, які поширені в помірному й тропічному кліматі Північної й Південної Америк, Африки та Євразії.

## Опис
Це переважно багаторічні висхідні чи прямовисні трав'янисті рослини висотою від 8 до 100 см; деякі рослини деревні біля основи; деякі види мають річний життєвий цикл. Коріння розгалужене від стрижневого кореня. Стебло округле чи має підкреслені краї (чотирикутна форма). Багато рослин мають легкий м'ятний запах. Запушення утворене простими чи розгалуженими волосками. Листки розташовані супротивно, на малих ніжках чи сидячі, зубчасті чи цілі, зменшуються догори; пластина проста, від яйцеподібної до ланцетної форми, з абаксіального боку (низ) є чіткі жилки; прилистки відсутні. Кільця суцвіть ± головчасті; кожне кільце супроводжується двома листочками; іноді суцвіття зводиться до однієї квітки на кільце. Чашечка трубчаста, горло рідко запушене, зубці війчасті. Віночок пурпурно-червоний, червонуватий або білий, 2-губий; трубка висунута, поступово розширена вгору до горла, запушена; верхня губа пряма, верхівка вирізана; нижня губа 3-лопатева, бічні частки цілокраї; середня частка більша, вирізана або цільна. Тичинок 4, передні 2 довші за 2 задні, досягають верхньої губи віночка, включені або злегка віддалені, задні тичинки іноді рудиментарні; пиляків 2, роздвоєні, ± похило вставлені на розширені сполучники. Горішки яйцеподібні або майже кулясті, менше 1 мм у діаметрі, голі.
Запилення відбувається через таких комах, як двокрилі та перетинчастокрилі, зокрема бджоли. Запліднення в основному відбувається через запилення квіток. Насіння вітром розноситься на кілька метрів, а потім розноситься насамперед комахами, такими як мурахи. Насіння має маслянистий придаток, що приваблює мурах.

## Використання
Види Calamintha такі ж ароматні, як і їхні родичі з роду Mentha, і тому іноді також використовуються для заварювання чаю, а також вони використовувалися як ліки від давнини до сучасності. У минулому назва Calamintha використовувалась для позначення різних губоцвітих, у середньовічній та ранньосучасній медицині в основному Clinopodium nepeta, Mentha arvensis, Nepeta cataria. Деякі види використовуються як декоративні рослини.

## Етимологія
Назва роду найімовірніше походить від грецьких слів klino — «схил» і podios — «нога». Термін вже використовував Діоскорид (≈ 40–90 роки н. е.), давньогрецький лікар, ботанік і фармацевт, який практикував у Римі за часів імператора Нерона, і посилається на форму суцвіття. Наукова назва виду була визначена Карлом фон Лінне (1707–1778), шведським біологом і письменником, який вважається батьком сучасної наукової класифікації живих організмів, у публікації 1753 року Species plantarum - 2: 587

## Види
- 1. Clinopodium abchasicum Melnikov
  2. Clinopodium abyssinicum (Benth.) Kuntze
  3. Clinopodium acinos (L.) Kuntze
  4. Clinopodium acutifolium (Benth.) Govaerts
  5. Clinopodium albanicum (Griseb. ex K.Malý) Melnikov
  6. Clinopodium album (Waldst. & Kit.) Bräuchler & Govaerts
  7. Clinopodium alpestre (Urb.) Harley
  8. Clinopodium alpinum (L.) Kuntze
  9. Clinopodium amissum (Epling & Játiva) Harley
  10. Clinopodium argenteum (Kunth) Govaerts
  11. Clinopodium arkansanum (Nutt.) House
  12. Clinopodium ashei (Weath.) Small
  13. Clinopodium atlanticum (Ball) N.Galland
  14. Clinopodium austro-osseticum Melnikov
  15. Clinopodium axillare (Rusby) Harley
  16. Clinopodium banaoense (P.Herrera, I.E.Méndez & Bécquer) Melnikov
  17. Clinopodium barbatum (P.H.Davis) Melnikov
  18. Clinopodium barosmum (W.W.Sm.) Bräuchler & Heubl
  19. Clinopodium betulifolium (Boiss. & Balansa) Kuntze
  20. Clinopodium bolivianum (Benth.) Kuntze
  21. Clinopodium brevicalyx (Epling) Harley & A.Granda
  22. Clinopodium breviflorum (Benth.) Govaerts
  23. Clinopodium brevifolium (Wahlenb.) Bräuchler & Hjertson
  24. Clinopodium brownei (Sw.) Kuntze
  25. Clinopodium bucheri (P.Wilson) Harley
  26. Clinopodium candidissimum (Munby) Kuntze
  27. Clinopodium canescens (J.Presl) Melnikov
  28. Clinopodium capitellatum (Benth.) Kuntze
  29. Clinopodium caricum (P.H.Davis) Bräuchler & Heubl
  30. Clinopodium caroli-henricanum (Kit Tan & Sorger) Govaerts
  31. Clinopodium carolinianum Mill.
  32. Clinopodium caucasicum Melnikov
  33. Clinopodium cercocarpoides (Epling) Govaerts
  34. Clinopodium chandleri (Brandegee) P.D.Cantino & Wagstaff
  35. Clinopodium chilense (Benth.) Govaerts
  36. Clinopodium chinense (Benth.) Kuntze
  37. Clinopodium cilicicum (Hausskn. ex P.H.Davis) Bräuchler & Heubl
  38. Clinopodium clivorum (Epling) Govaerts
  39. Clinopodium coccineum (Nutt. ex Hook.) Kuntze
  40. Clinopodium congestum (Boiss. & Hausskn.) Kuntze
  41. Clinopodium corsicum (Pers.) Govaerts
  42. Clinopodium creticum (L.) Kuntze
  43. Clinopodium cuifengense S.S.Ying
  44. Clinopodium cylindristachys (Epling & Játiva) Govaerts
  45. Clinopodium dalmaticum (Benth.) Bräuchler & Heubl
  46. Clinopodium darwinii (Benth.) Kuntze
  47. Clinopodium debile (Bunge) Kuntze
  48. Clinopodium dentatum (Chapm.) Kuntze
  49. Clinopodium discolor (Diels) C.Y.Wu & S.J.Hsuan ex H.W.Li
  50. Clinopodium dolichodontum (P.H.Davis) Bräuchler & Heubl
  51. Clinopodium domingense (Urb. & Ekman) Govaerts
  52. Clinopodium ekmanianum (Epling & Alain) Harley
  53. Clinopodium elegans Melnikov
  54. Clinopodium euosmum (W.W.Sm.) Bräuchler & Heubl
  55. Clinopodium fasciculatum (Benth.) Harley
  56. Clinopodium fauriei (H.Lév. & Vaniot) H.Hara
  57. Clinopodium flabellifolium (Epling & Játiva) Govaerts
  58. Clinopodium foliolosum (Benth.) Govaerts
  59. Clinopodium frivaldszkyanum (Degen) Bräuchler & Heubl
  60. Clinopodium ganderi (Epling) Govaerts
  61. Clinopodium gilanicum Melnikov
  62. Clinopodium gilliesii (Benth.) Kuntze
  63. Clinopodium glabellum (Michx.) Kuntze
  64. Clinopodium gracile (Benth.) Kuntze
  65. Clinopodium grandiflorum (L.) Kuntze
  66. Clinopodium graveolens (M.Bieb.) Kuntze
  67. Clinopodium griseum (Epling) Harley
  68. Clinopodium hakkaricum Hakkari (Turkey) Clinopodium
  69. Clinopodium heterotrichum (Boiss. & Reut.) Govaerts
  70. Clinopodium hintoniorum (B.L.Turner) Govaerts
  71. Clinopodium hispidulum (Boiss. & Reut.) Govaerts
  72. Clinopodium hydaspidis (Falc. ex Benth.) Kuntze
  73. Clinopodium integerrimum Boriss.
  74. Clinopodium italicum (Huter) Bräuchler
  75. Clinopodium jacquelinae Schmidt-Leb.
  76. Clinopodium jaliscanum (McVaugh & R.Schmid) Govaerts
  77. Clinopodium jamesonii (Benth.) Govaerts
  78. Clinopodium javanicum (Blume) I.M.Turner
  79. Clinopodium junctionis (Epling & Játiva) Govaerts
  80. Clinopodium kallaricum (Jamzad) Bordbar
  81. Clinopodium kilimandschari (Gürke) Ryding
  82. Clinopodium krupkinae Melnikov
  83. Clinopodium kunashirense Prob.
  84. Clinopodium kurachense Melnikov
  85. Clinopodium lanceolatum Melnikov
  86. Clinopodium latifolium (H.Hara) T.Yamaz. & Murata
  87. Clinopodium laxiflorum (Hayata) K.Mori
  88. Clinopodium libanoticum (Boiss.) Kuntze
  89. Clinopodium loesenerianum (Mansf.) A.Granda
  90. Clinopodium longipes C.Y.Wu & S.J.Hsuan ex H.W.Li
  91. Clinopodium ludens (Shinners) A.Pool
  92. Clinopodium macranthum (Makino) H.Hara
  93. Clinopodium macrostemum (Moc. & Sessé ex Benth.) Kuntze
  94. Clinopodium maderense (Henrard) Govaerts
  95. Clinopodium maritimum (Benth.) Kuntze
  96. Clinopodium matthewsii (Briq.) Govaerts
  97. Clinopodium megalanthum (Diels) C.Y.Wu & S.J.Hsuan ex H.W.Li
  98. Clinopodium menitskyi Melnikov
  99. Clinopodium menthifolium (Host) Stace
  100. Clinopodium mexicanum (Benth.) Govaerts
  101. Clinopodium micranthum (Regel) H.Hara
  102. Clinopodium micromerioides (Hemsl.) Govaerts
  103. Clinopodium mimuloides (Benth.) Kuntze
  104. Clinopodium minae (Lojac.) Peruzzi & F.Conti
  105. Clinopodium molle (Benth.) Kuntze
  106. Clinopodium multicaule (Maxim.) Kuntze
  107. Clinopodium multiflorum (Ruiz & Pav.) Kuntze
  108. Clinopodium mutabile (Epling) Harley
  109. Clinopodium myrianthum (Baker) Ryding
  110. Clinopodium nanum (P.H.Davis & Doroszenko) Govaerts
  111. Clinopodium nepalense (Kitam. & Murata) Bräuchler & Heubl
  112. Clinopodium nepeta (L.) Kuntze
  113. Clinopodium nubigenum (Kunth) Kuntze
  114. Clinopodium nummulariifolium (Boiss.) Kuntze
  115. Clinopodium obovatum (Ruiz & Pav.) Govaerts
  116. Clinopodium odorum (Griseb.) Harley
  117. Clinopodium omeiense C.Y.Wu & S.J.Hsuan ex H.W.Li
  118. Clinopodium pallidum (Epling) Govaerts
  119. Clinopodium palmeri (A.Gray) Kuntze
  120. Clinopodium paradoxum (Vatke) Ryding
  121. Clinopodium pilosum J.R.I.Wood
  122. Clinopodium piperitum (D.Don) Murata
  123. Clinopodium plicatulum (Epling) Govaerts
  124. Clinopodium polycephalum (Vaniot) C.Y.Wu & S.J.Hsuan
  125. Clinopodium pomelianum Kuntze
  126. Clinopodium procumbens (Greenm.) Harley
  127. Clinopodium pulchellum (Kunth) Govaerts
  128. Clinopodium pulegium (Rochel) Bräuchler
  129. Clinopodium rankiniae I.E.Méndez
  130. Clinopodium revolutum (Ruiz & Pav.) Govaerts
  131. Clinopodium robustum (Hook.f.) Ryding
  132. Clinopodium rouyanum (Briq.) Govaerts
  133. Clinopodium sandalioticum (Bacch. & Brullo) Bacch. & Brullo ex Peruzzi & F.Conti
  134. Clinopodium sardoum (Asch. & Levier) Peruzzi & F.Conti
  135. Clinopodium schusteri (Urb.) Govaerts
  136. Clinopodium selerianum (Loes.) Govaerts
  137. Clinopodium sericeum (C.Presl ex Benth.) Govaerts
  138. Clinopodium sericifolium (Epling & Játiva) Govaerts
  139. Clinopodium serpyllifolium (M.Bieb.) Kuntze
  140. Clinopodium simense (Benth.) Kuntze
  141. Clinopodium sirnakense (Firat & Akçiçek) Firat & Bräuchler
  142. Clinopodium soczavae Melnikov
  143. Clinopodium speciosum (Hook.) Govaerts
  144. Clinopodium sphenophyllum (Epling) Govaerts
  145. Clinopodium striatum (Ruiz & Pav.) Govaerts
  146. Clinopodium suaveolens (Sm.) Kuntze
  147. Clinopodium suborbiculare (Alain) Greuter & R.Rankin
  148. Clinopodium syriacum Melnikov
  149. Clinopodium talladeganum B.R.Keener & Floden
  150. Clinopodium tauricola (P.H.Davis) Govaerts
  151. Clinopodium taxifolium (Kunth) Govaerts
  152. Clinopodium taygeteum (P.H.Davis) Bräuchler
  153. Clinopodium tenellum (Epling) Harley
  154. Clinopodium tomentosum (Kunth) Govaerts
  155. Clinopodium troodi (Post) Govaerts
  156. Clinopodium uhligii (Gürke) Ryding
  157. Clinopodium umbrosum (M.Bieb.) K.Koch
  158. Clinopodium vanum (Epling) Harley & A.Granda
  159. Clinopodium vardarense (Šilic) Govaerts
  160. Clinopodium vargasii (Epling & Mathias) Govaerts
  161. Clinopodium vernayanum (Brenan) Ryding
  162. Clinopodium vimineum (L.) Kuntze
  163. Clinopodium vulgare 
  164. Clinopodium wardii (C.Marquand & Airy Shaw) Bräuchler
  165. Clinopodium weberbaueri (Mansf.) Govaerts